# NGC 2039
NGC 2039 je zvjezdana skupina u zviježđu Orionu. 

## Vanjske poveznice
- SEDS: NGC 2039